# Munnozia
Munnozia Ruiz & Pav., 1794 è un genere di piante angiosperme dicotiledoni della famiglia delle Asteraceae.

## Descrizione

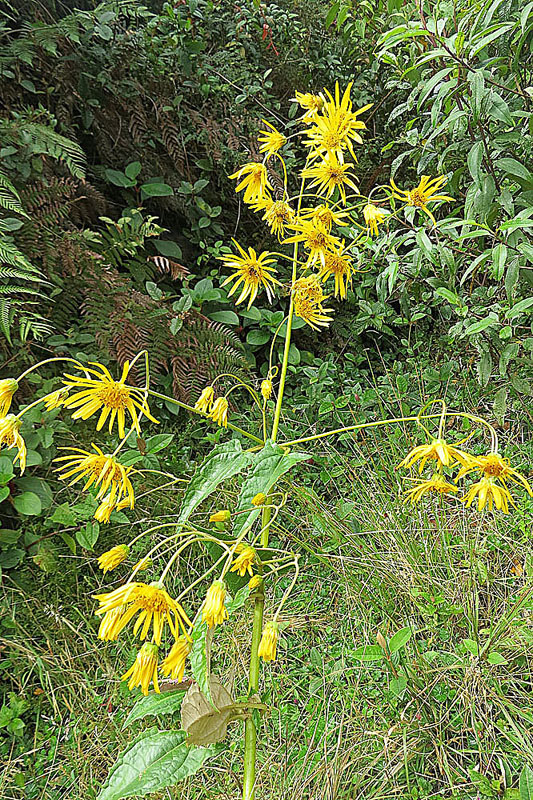
Il portamento
Munnozia hastifolia

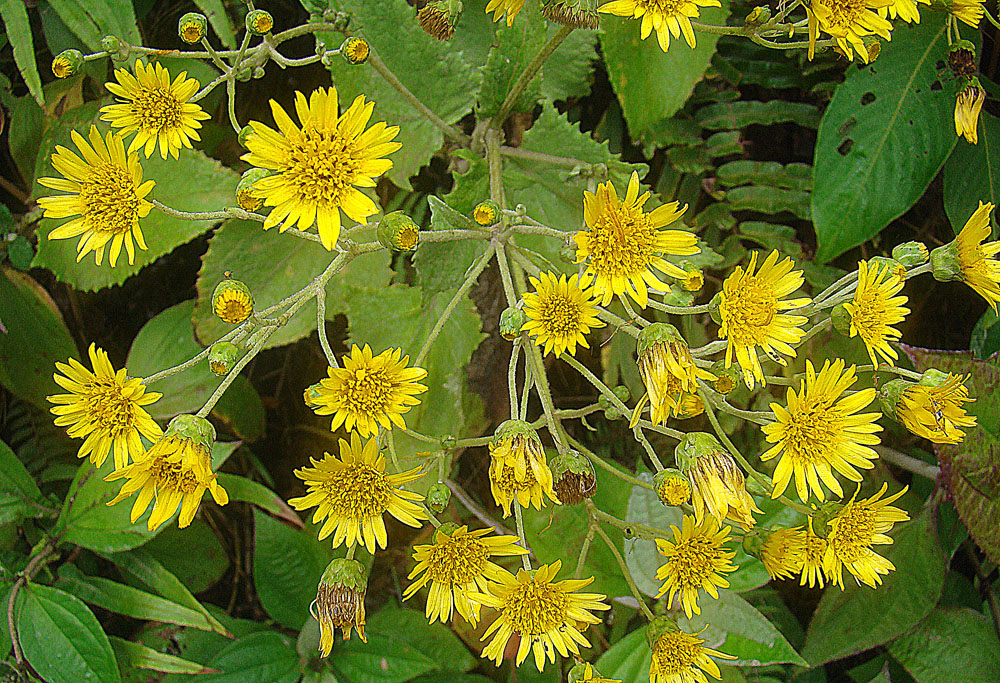
Infiorescenza
Munnozia wilburii

L'habitus delle piante di questo genere varia da erbaceo (con cilci biologici annuali o perenni) a arbustivo. Gli organi interni di queste piante possono essere provvisti di latice bianco. La pubescenza può essere bianco-tomentosa formata da peli semplici e si trova sugli steli e sulle superfici abassiali delle foglie, talvolta è presente all'apice delle brattee involucrali.
Le foglie lungo il fusto (cauline) sono disposte in modo opposto; sono picciolate e i piccioli talvolta sono alati. Alla base delle foglie possono essere presenti delle pseudostipole o dei dischi nodali, talvolta fusi nella guaina. Il contorno della lamina può essere intero con forme da lineare ad ampiamente triangolari, ovali, oblanceolate o ellittiche. Le venature variano da trinervate a pennate. I bordi, se con sono continui, possono essere dentati in modo acuto o lobati. La superficie può essere liscia oppure bollosa (quella abassiale è tomentosa). La consistenza in genere è fogliacea oppure carnosa.
L'infiorescenza è formata da capolini di tipo radiato eterogamo. I capolini possono essere raccolti in formazioni più o meno corimbose terminali; in genere sono peduncolati (raramente sono sessili). La struttura dei capolini è quella tipica delle Asteraceae: un peduncolo (corto o lungo) sorregge un involucro a forma ampiamente campanulata composto da 17 - 70 squame (o brattee) disposte in 2 - 4 serie in modo embricato e scalato che fanno da protezione al ricettacolo  sul quale s'inseriscono due tipi di fiori: quelli esterni ligulati, disposti a raggiera e quelli interni tubulosi molto più numerosi. Il ricettacolo, alveolato e squamoloso, spesso con creste o punte sporgenti, è nudo (senza pagliette).
I fiori sono tetra-ciclici (ossia sono presenti 4 verticilli: calice – corolla – androceo – gineceo) e pentameri (ogni verticillo ha in genere 5 elementi). I fiori si dividono in due tipi: del raggio e del disco. I fiori del raggio (ligulati e zigomorfi da 6 a 70) sono di solito femminili e fertili. I fiori del disco (tubulosi e actinomorfi da 9 a 85) sono in genere ermafroditi.
- Formula fiorale:

*/x K {\displaystyle \infty }, [C (5), A (5)], G 2 (infero), achenio
- Calice: i sepali del calice sono ridotti ad una coroncina di squame.

- Corolla: le ligule delle corolle dei fiori del raggio hanno delle forme da lineari a ellittico-oblunghe (a volte sono ben sviluppate) e terminano con tre denti; le gole dei fiori del disco sono ampie con lobi allungati e lineari; il colore in genere è giallo o più raramente bianco o lavanda.

- Androceo: gli stami sono 5 con filamenti liberi e distinti, mentre le antere sono saldate in un manicotto (o tubo) circondante lo stilo. Le antere non sono lobate (ma possono avere delle code anche con frange) e le teche sono nere o pallide. Il polline, ricoperto da spine in modo uniforme (echinato), è sferico (diametro: 25 - 50 micron) e di tipo tricolporato.

- Gineceo: lo stilo è filiforme, mentre gli stigmi dello stilo sono due, brevi e divergenti. L'ovario è infero uniloculare formato da 2 carpelli. Gli stigmi in genere sono corti e filiformi ed hanno la superficie stigmatica (papillosa) interna. La parte superiore dello stilo può essere pelosa (quella basale è glabra).

I frutti sono degli acheni con pappo. Gli acheni hanno una forma prismatica (con 6 - 10 coste) o biconvessa; la superficie è setolosa. Il pappo è formato da 5 - 55 setole rossastre con squamelle.

## Biologia
- Impollinazione: l'impollinazione avviene tramite insetti (impollinazione entomogama tramite farfalle diurne e notturne).
- Riproduzione: la fecondazione avviene fondamentalmente tramite l'impollinazione dei fiori (vedi sopra).
- Dispersione: i semi (gli acheni) cadendo a terra sono successivamente dispersi soprattutto da insetti tipo formiche (disseminazione mirmecoria). In questo tipo di piante avviene anche un altro tipo di dispersione: zoocoria. Infatti le brattee dell'involucro possono agganciarsi ai peli degli animali di passaggio disperdendo così anche su lunghe distanze i semi della pianta.

## Distribuzione e habitat
La distribuzione delle piante di questo genere è relativa alle Ande.

## Tassonomia
La famiglia di appartenenza di questa voce (Asteraceae o Compositae, nomen conservandum) probabilmente originaria del Sud America, è la più numerosa del mondo vegetale, comprende oltre 23.000 specie distribuite su 1.535 generi, oppure 22.750 specie e 1.530 generi secondo altre fonti (una delle checklist più aggiornata elenca fino a 1.679 generi). La famiglia attualmente (2021) è divisa in 16 sottofamiglie.

### Filogenesi
Le piante di questa voce appartengono alla tribù Liabeae della sottofamiglia Vernonioideae. Questa assegnazione è stata fatta solo ultimamente in base ad analisi di tipo filogenetico sul DNA delle piante. Precedenti classificazioni descrivono queste piante nella sottofamiglia Cichorioideae oppure (ancora prima) i vari membri di questo gruppo, a dimostrazione della difficoltà di classificazione delle Liabeae, erano distribuiti in diverse tribù: Vernonieae, Heliantheae, Helenieae, Senecioneae e Mutisieae.
Le seguenti caratteristiche sono condivise dalla maggior parte delle specie della tribù:
- nei fusti è frequente la presenza di lattice;
- le foglie hanno una disposizione opposta e spesso sono fortemente trinervate con superfici inferiori tomentose;
- il colore dei fiori del raggio e del disco sono in prevalenza gialli o tonalità vicine;
- le corolle del disco sono profondamente lobate;
- le basi delle antere sono calcarate;
- le superfici stigmatiche sono continue all'interno dei rami dello stilo;
- il polline è spinoso e sferico.

Il genere di questa voce è descritto nella sottotribù Munnoziinae H. Rob., 1983, una delle quattro sottotribù di Labieae. La sottotribù si trova nel "core" della tribù, e insieme alla sottotribù Paranepheliinae formano un "gruppo fratello" (entrambe le sottotribù sono state le ultime a divergere). Il genere Munnozia all'interno della sottotribù si trova insieme al genere Chrysactinium. Quest'ultimo è nidificato all'interno del genere di questa voce che risulta quindi parafiletico.
Le specie di questo genere sono individuate dai seguenti caratteri:
- il portamento di queste piante è subarbustivo;
- sono presenti foglie cauline;
- il pappo è rossastro;

Il numero cromosomico delle specie di questo gruppo varia da: 2n = 12 a 2n = 36 (più frequentemente 2n = 10, 11 e 12).

### Elenco delle specie
Per questo genere sono assegnate le seguenti 44 specie:
- Munnozia acostae (I.C.Chung) H.Rob. & Brettell
- Munnozia affinis  (S.F.Blake) H.Rob. & Brettell
- Munnozia annua  (Muschl.) H.Rob. & Brettell
- Munnozia asplundii  H.Rob.
- Munnozia campii  H.Rob.
- Munnozia canarensis  (Cuatrec.) H.Rob. & Brettell
- Munnozia cardenasii  (Cabrera) H.Rob. & Brettell
- Munnozia chimboracensis  H.Rob.
- Munnozia convencionensis  (Cuatrec.) H.Rob. & Brettell
- Munnozia ferreyrae  H.Rob.
- Munnozia foliosa  Rusby
- Munnozia fosbergiI  H.Rob.
- Munnozia fournetii  H.Rob.
- Munnozia gigantea  Rusby
- Munnozia glandulosa  Rusby
- Munnozia harlingii  H.Rob.
- Munnozia hastifolia  (Poepp.) H.Rob. & Brettell
- Munnozia hirta  Rusby
- Munnozia jussieui  (Cass.) H.Rob. & Brettell
- Munnozia karstenii  H.Rob.
- Munnozia lanceolata  Ruiz & Pav.
- Munnozia liaboides  (Less.) H.Rob.
- Munnozia longifolia  Rusby
- Munnozia luyensis  H.Rob.
- Munnozia lyrata  (A.Gray) H.Rob. & Brettell
- Munnozia maronii  (André) H.Rob.
- Munnozia nivea  (Hieron.) H.Rob. & Brettell
- Munnozia olearioides  (Muschl.) H.Rob. & Brettell
- Munnozia onoserifolia  (S.Díaz & Rodr.-Cabeza) D.G.Gut. & Katinas
- Munnozia ortiziae  Pruski
- Munnozia oxyphylla  (Cuatrec.) H.Rob. & Brettell
- Munnozia peruensis  (Cuatrec.) H.Rob. & Brettell
- Munnozia pinnatipartita  (Hieron.) H.Rob. & Brettell
- Munnozia pinnulosa  (Kuntze) H.Rob. & Brettell
- Munnozia rusbyi  Britton ex Rusby
- Munnozia sagasteguii  H.Rob.
- Munnozia senecionidis  Benth.
- Munnozia silphioides  (Poepp.) H.Rob. & Brettell
- Munnozia smithii  H.Rob.
- Munnozia subviridis  (S.F.Blake) H.Rob. & Brettell
- Munnozia tenera  (Sch.Bip.) H.Rob. & Brettell
- Munnozia trinervis  Ruiz & Pav.
- Munnozia venosissima  Ruiz & Pav.
- Munnozia wilburii  H.Rob.

### Sinonimi
Sono elencati alcuni sinonimi per questa entità:
- Alibum Less.
- Chrysastrum  Willd. ex Wedd.
- Kastnera  Sch.Bip.
- Prionolepis  Poepp. & Endl.